# Måns Hedberg
Måns Hedberg (* 14. Dezember 1993) ist ein ehemaliger schwedischer Snowboarder. Er startet in den Disziplinen Slopestyle und Big Air.

## Werdegang
Hedberg nahm von 2009 bis 2019 an Wettbewerben der Ticket to Ride World Snowboard Tour teil. Dabei gewann er im Januar 2013 im Slopestyle bei der Swedish Snowboard Series in Bjursaas und in Kläppen seine ersten Rennen. Sein erstes FIS-Weltcuprennen fuhr er im März 2013 in Špindlerův Mlýn, welches er auf den 85. Platz im Slopestyle beendete. Bei der schwedischen Meisterschaft 2013 im Kläppen Ski Resort wurde er Zweiter im Slopestyle. Zum Beginn der Saison 2013/14 belegte er den dritten Rang im Big Air bei der Swedish Snowboard Series in Tandådalen. Im Januar 2014 errang er den zweiten Platz im Big-Air-Wettbewerb beim Snowboard Jamboree in Stoneham. Dies war ebenfalls ein Weltcuprennen und damit seine erste Podestplatzierung im FIS-Weltcup. Einen Monat später siegte er im Slopestyle bei der Swedish Snowboard Series im Kläppen Ski Resort und im Big-Air-Wettbewerb beim Sony Xperia Snowboard Fest in Štrbské Pleso. Beim Weltcuprennen am Kreischberg holte er im Slopestyle seinen ersten Weltcupsieg. Bei der schwedischen Meisterschaft 2014 im Kläppen Ski Resort wurde er Dritter im Slopestyle und schwedischer Meister im Big Air. Zum Saisonende gewann er im Slopestyle bei der Swedish Snowboard Series in Lindvallen. Die Saison beendete er im FIS-Weltcup auf dem ersten Platz in der Slopestylewertung und dem ersten Platz in der Freestylegesamtwertung. Bei den Snowboard-Weltmeisterschaften 2015 am Kreischberg kam er auf den neunten Rang im Slopestyle und im Big-Air-Wettbewerb. Im Februar 2016 wurde er nach Platz zwei im Big Air beim Ale Invite in Ale Achter bei den X-Games Oslo 2016. Bei den Snowboard-Weltmeisterschaften 2016 in Yabuli belegte er den 29. Platz im Slopestyle und den 26. Rang im Big Air. Im März 2017 gelang ihn bei den Snowboard-Weltmeisterschaften 2017 in Sierra Nevada der 11. Platz im Big Air und der neunte Rang im Slopestyle. In den folgenden Jahren belegte er bei den Olympischen Winterspielen 2018 in Pyeongchang den 25. Platz im Slopestyle und bei den Snowboard-Weltmeisterschaften 2019 in Park City den 41. Rang im Slopestyle. Zudem wurde er im Januar 2019 schwedischer Meister im Big Air.